# Прогрес (Полтавський район)
Прогре́с — село в Україні, у Білицькій селищній громаді Полтавського району Полтавської області. Населення становило 110 осіб у 2021 році.

## Географія
Село Прогрес знаходиться на правому березі річки Кустолове, вище за течією на відстані 3 км розташоване село Великі Солонці, нижче за течією на відстані 4 км розташоване село Кустолові Кущі, на протилежному березі — село Червоні Квіти. Річка в цьому місці пересихає і сильно заболочена. До села примикає невеликий лісовий масив (сосна).

## Історія
12 червня 2020 року, відповідно до розпорядження Кабінету Міністрів України № 721-р «Про визначення адміністративних центрів та затвердження територій територіальних громад Полтавської області», село увійшло до складу Білицької селищної громади.
19 липня 2020 року, в результаті адміністративно - територіальної реформи та ліквідації  Кобеляцького району, село увійшло до складу новоутвореного Полтавського району.
22 червня 2023 року рішенням Національної комісії зі стандартів державної мови віднесено до списку населених пунктів, які «можуть не відповідати лексичним нормам української мови», зокрема стосуватися «російської імперської чи колоніальної політики». Громаді рекомендовано обґрунтувати доцільність збереження поточної назви або запропонувати нову назву в установленому законодавством порядку.